# Rosalind Russell
Rosalind Russell, född 4 juni 1907 i Waterbury, Connecticut, död 28 november 1976 i Beverly Hills, Los Angeles, Kalifornien, var en amerikansk skådespelare och manusförfattare.

## Biografi
Rosalind Russells far var advokat till yrket, modern var modeskribent. Russell gjorde scendebut i slutet på 1920-talet och filmdebut 1934. Till att börja med hade hon dramatiska roller, men från tidigt 1940-tal fann hon sin nisch i komedier, där hon ofta spelade välklädda, effektiva karriärkvinnor som bombarderade sina äkta män med giftiga, syrliga kommentarer. När hon i slutet på årtiondet återvände till draman, minskade hennes popularitet. Hon framträdde även på Broadway i draman och musikaler.
Russell nominerades för en Oscar fyra gånger. Hon har en stjärna på Hollywood Walk of Fame för insatser inom film vid adressen 1708 Vine Street.
Hon var gift med producenten Frederick Brisson, son till skådespelaren Carl Brisson.
Russell avled i sviterna av bröstcancer, 69 år gammal. Hon är begravd på Holy Cross Cemetery, Culver City.

## Filmografi i urval
- 1934 – Ett farligt möte
- 1934 – Forsaking All Others
- 1935 – Rendez-vous
- 1935 – Hjärter i trumf

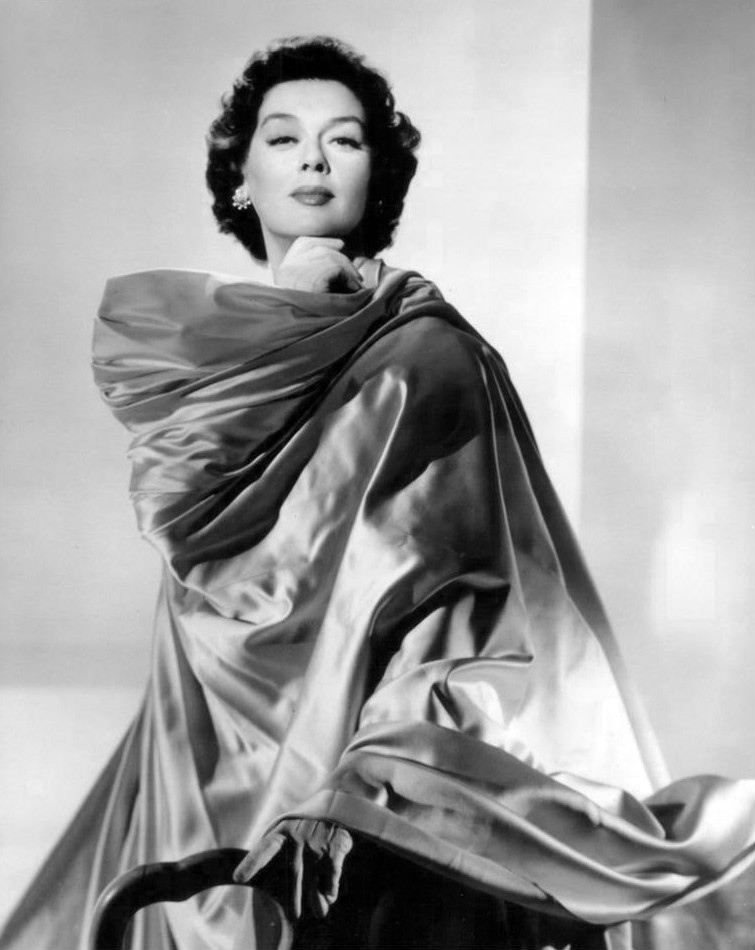
Rosalind Russell, 1956.

- 1935 – Kapten på Singaporelinjen
- 1936 – Under skilda fanor
- 1936 – Beräknande fruar
- 1937 – Night Must Fall
- 1938 – Citadellet
- 1938 – En fästmö för mycket
- 1939 – Kvinnorna
- 1939 – Fast and Loose
- 1940 – Det ligger i blodet
- 1940 – Min man har en väninna
- 1940 – Den så kallade kärleken
- 1940 – Tänk om jag gifter mig med chefen!
- 1941 – De möttes i Bombay
- 1941 – Det evigt kvinnliga
- 1941 – Hennes svaga punkt
- 1942 – Pass för den blonda!
- 1942 – Ja, se fruntimmer!
- 1943 – Vi mötas i gryningen
- 1943 – Ett sånt fruntimmer
- 1945 – Hon ville inte säga ja
- 1945 – Roughly Speaking
- 1946 – Att offra allt
- 1947 – Mourning Becomes Electra
- 1947 – Hemlig eld
- 1948 – Brott på Broadway
- 1949 – Han, hon och en till
- 1950 – Susan gör skandal
- 1952 – Never Wave at a WAC
- 1955 – Utflykt i det gröna
- 1958 – Min fantastiska tant
- 1961 – Geishan från Brooklyn
- 1962 – Gypsy
- 1966 – The Trouble with Angels
- 1967 – Åh pappa, stackars pappa - mamma har hängt dig i garderoben och jag känner mig så ledsen
- 1971 – Mrs. Pollifax-Spy

## Filmmanus
- 1956 – Möte i mörkret
- 1971 – Mrs. Pollifax-Spy